# Llengües construïdes per John R. R. Tolkien
El filòleg i escriptor J. R. R. Tolkien va crear un gran nombre de llengües artificials. La invenció de llengües (anomenada glossopoesi per Tolkien, del grec γλώσσα glôssa, 'idioma', 'llengua' i ποιῶ poiô, 'fer', en paral·lel a la idea de mitopoesi o construcció de mites) va ser una ocupació que Tolkien va realitzar durant tota la seva vida, començant quan era adolescent.
Un dels primers projectes de Tolkien va ser la reconstrucció d'una llengua germànica antiga que no estava registrada, la qual podria haver estat parlada per la societat humana que apareix a Beowulf, durant l'època heroica germànica.
El projecte més desenvolupat per part de Tolkien van ser les llengües èlfiques. Va començar a construir una "llengua èlfica" al voltant del 1910-1911, mentre estudiava a la King Edward's School de Birmingham. Posteriorment la va anomenar Quenya (circa 1915), i va continuar desenvolupant activament la història i la gramàtica de les seves llengües èlfiques fins a la seva mort, el 1973.
El 1931 va realitzar una conferència sobre la seva passió per les llengües construïdes titulada A Secret Vice. Allí hi contrastava el seu projecte de construir llengües artístiques, buscant el plaer estètic, amb el pragmatisme de les llengües auxiliars internacionals. Aquesta conferència també exposava les opinions de Tolkien sobre l'eufonia, citant el grec, el finès i el gal·lès com a exemples de llengües "que tenen una forma de les paraules molt bonica i molt característica".
La glossopoeia de Tolkien mostra dues dimensions temporals: el pas del temps intern (fictici) dels esdeveniments descrits a El Silmaríl·lion i altres obres, i el pas del temps extern de la pròpia vida de Tolkien, durant la qual sovint revisava i redefinia les seves llengües i la seva història fictícia.